# Hayata Komatsu
Hayata Komatsu (小松 駿太 Komatsu Hayata?), född 7 november 1997 i Tokyo prefektur, är en japansk fotbollsspelare.
Komatsu började sin karriär 2017 i YSCC Yokohama. 2018 flyttade han till FC Ryukyu.